# Бещады
Беща́ды (укр. Бещади, пол. Bieszczady; словац. Beščady; венг. Besszádok) — горы на территории Польши, Словакии и Украины, часть большого «лука» Восточных Карпат (Восточные Бескиды). Восточная часть Бещад, находящаяся на Украине, называется Верховинский Вододельный хребет.
Длина около 60 км. Сложены главным образом флишем, покрыты лесами и лугами. Высочайшей вершиной Бещад является гора Пикуй (1405 м), что на границе Закарпатской и  Львовской области. На территории Польши высочайшей вершиной является гора Тарница (1346 м).
Бещады ныне один из наименее заселённых горных районов Европы. На польской территории в Бещадах находится Бещадский национальный заповедник.
Часть Бещад на территории Словакии называется Буковске-Врхи.